# Артековская улица (Москва)
Арте́ковская у́лица — улица в Южном административном округе города Москвы на территории района Нагорный. Пролегает между Чонгарским бульваром, площадью Академика Вишневского и Черноморским бульваром. Нумерация домов начинается от Площади Академика Вишневского.
С 22 марта 2017 года на Артековской улице введено одностороннее движение автотранспорта от Чонгарского бульвара в сторону Черноморского бульвара.

## Происхождение названия
Названа 29 апреля 1965 года по Международному детскому центру «Артек» в связи с расположением на юге Москвы среди улиц, носящих названия по географическим объектам Крыма. Прежнее название улицы — Проектируемый проезд № 3928.

## Здания и сооружения
По нечётной стороне:
- № 3 — школа № 1862, здание № 5 (ранее школа № 515)
- № 3А — Чертановский районный суд г. Москвы
- № 11, 11 стр. 1 — школа № 1862, здание № 1, 2

По чётной стороне:
- № 2 корп. 1 — детская библиотека № 94

## Транспорт
- Станции метро:

 Варшавская
 Чертановская
- Автобус с163 (только от метро «Варшавская»)